# Nederlandse kampioenschappen atletiek 1992
De Nederlandse kampioenschappen atletiek 1992 vonden van 3 t/m 5 juli plaats in sportpark "Molenven" te Helmond.

## Uitslagen
| Atleet             | Prestatie | Onderdeel            | Atlete                  | Prestatie |
| ------------------ | --------- | -------------------- | ----------------------- | --------- |
| Frank Perri        | 10,59     | 100 m                | Nelli Cooman            | 11,72     |
| -                  | -         | 100 m horden         | Ine Langenhuizen        | 13,77     |
| Ruud van Maurik    | 14,18     | 110 m horden         | -                       | -         |
| Clement Moe        | 21,13     | 200 m                | Karin de Lange          | 23,62     |
| Erik van der Veen  | 47,03     | 400 m                | Ester Goossens          | 52,71     |
| Marcel Roosen      | 51,14     | 400 m horden         | Monique van der Krogt   | 60,71     |
| Ton Baltus         | 1.47,11   | 800 m                | Ellen van Langen        | 2.03,43   |
| Robin van Helden   | 3.41,99   | 1500 m               | Stella Jongmans         | 4.19,38   |
| -                  | -         | 3000 m               | Christine Toonstra      | 8.59,90   |
| Herman Hofstee     | 8.44,51   | 3000 m steeplechase  | -                       | -         |
| Henk Gommer        | 13.59,05  | 5000 m               | -                       | -         |
| Sven Ootjers       | 2,20      | hoogspringen         | Anoek van Diessen       | 1,79      |
| Richel Keysers     | 5,15      | polsstokhoogspringen | -                       | -         |
| Ellsworth Manuel   | 7.57      | verspringen          | Mieke van der Kolk      | 6,14      |
| Arthur Lynch       | 15,25     | hink-stap-springen   | Ingrid van Lingen       | 12,30     |
| Erik de Bruin      | 17,97     | kogelstoten          | Deborah Dunant          | 17,13     |
| Erik de Bruin      | 60,62     | discuswerpen         | Jacqueline Goormachtigh | 58,88     |
| Johan van Lieshout | 74,30     | speerwerpen          | Renate Beunder          | 50,90     |
| Luigi Bellu        | 58,16     | kogelslingeren       | -                       | -         |

1904 · 
1908 · 
1909 · 
1910 · 
1911 · 
1912 · 
1913 · 
1914 · 
1915 · 
1917 · 
1918 · 
1919 · 
1920 · 
1921 · 
1922 · 
1923 · 
1924 · 
1925 · 
1926 · 
1927 · 
1928 · 
1929 · 
1930 · 
1931 · 
1932 · 
1933 · 
1934 · 
1935 · 
1936 · 
1937 · 
1938 · 
1939 · 
1940 · 
1941 · 
1942 · 
1943 · 
1944 · 
1946 · 
1947 · 
1948 · 
1949 · 
1950 · 
1951 · 
1952 · 
1953 · 
1954 · 
1955 · 
1956 · 
1957 · 
1958 · 
1959 · 
1960 · 
1961 · 
1962 · 
1963 · 
1964 · 
1965 · 
1966 · 
1967 · 
1968 · 
1969 · 
1970 · 
1971 · 
1972 · 
1973 · 
1974 · 
1975 · 
1976 · 
1977 · 
1978 · 
1979 · 
1980 · 
1981 · 
1982 · 
1983 · 
1984 · 
1985 · 
1986 · 
1987 · 
1988 · 
1989 · 
1990 · 
1991 · 
1992 · 
1993 · 
1994 · 
1995 · 
1996 · 
1997 · 
1998 · 
1999 · 
2000 · 
2001 · 
2002 · 
2003 · 
2004 · 
2005 · 
2006 · 
2007 · 
2008 · 
2009 · 
2010 · 
2011 · 
2012 · 
2013 · 
2014 · 
2015 · 
2016 ·
2017 ·
2018 ·
2019 ·
2020 ·
2021 ·
2022 ·
2023 ·
2024 ·
2025